# 安伯特的蛤蜊屋
安伯特的蛤蜊屋（英語：Umbertos Clam House）是一間意大利海鮮餐廳，位於美國紐約市曼克頓小意大利的茂比利街132號。安伯特的蛤蜊屋以「美味的魷魚、海螺和無孔貽貝」而聞名，但最初在開業數周後，卻因為餐廳是「紐約市近代歷史上最轟動的黑手黨謀殺案之一」的發生地點而引人注目。該餐廳是由伊安涅洛家族的成員創立和擁有的。

## 歷史
1972年，該店的創始人安伯特·伊安涅洛（Umberto Ianniello）在茂比利街129號（位於茂比利街和喜士打街的西北角）開設了這間餐廳。該餐廳是安伯特的兒子兼著名的黑手黨頭目馬修·伊安涅洛的聚會場所，也是馬修秘密擁有的餐廳（根據曼克頓聯邦地方法院法官Edward Weinfeld的說法）。
1972年4月7日，開業兩個月後，紐約黑幫喬·加洛在該餐廳被槍殺。他的親友團（包括他的女兒、妻子和保鏢）在科巴卡巴那夜總會慶祝他43歲生日後，便停留在該餐廳吃清晨快餐。加洛坐在後面角落的一張地板花紋桌子不久，一名敵對的黑幫分子發現了他，並立即派來殺手。在中了五槍後，加洛跌跌撞撞地走到街上，並死了。
馬修當晚在收銀台，但逃到廚房，錯過了整個襲擊事件；他後來聲稱事先對這次襲擊並不知情，也沒有受到相關指控。據《內華達日報》（The Nevada Daily Mail）報道：「當Sonny Pinto與兩名只知道是Cisco和Benny的外地刺客從側門進來時，老闆就跳進了廚房，躺在瓷磚地上，雙手捂著眼睛。接下來，他知道加洛的保鏢Pete "The Greek" Diopoulis正把一支槍推到他的臉上，扣動扳機，但只發出了咔嗒聲，因為為了救喬伊（Joey），已經用光了槍的子彈。」
1986年，Weinfeld法官以敲詐勒索罪判處馬修·伊安涅洛入獄6年，該罪名涉及從馬修、他在長島北山的商業伙伴Benjamin Cohen以及7位合伙人秘密擁有的酒吧和餐廳（包括安伯特的蛤蜊屋、Peppermint Lounge和一間名為Mardi Gras的脫衣酒吧，全都在曼克頓）掠取200多萬美元。
1986年至1994年期間，審判證據令聯邦政府相信收入被掠奪，後來聯邦政府便監督該餐廳的財務運作和日常經營。1994年，由於餐廳的虧損越來越大，餐廳的控制權被移交給了目前的老闆，即是馬修的弟弟羅伯特·伊安涅洛（Robert Ianniello），他被列為餐廳的主要老闆。
1996年11月，該餐廳因資金不足而倒閉，大樓也被出售。2000年5月，安伯特的蛤蜊屋重新開張，地址是茂比利街178號（布魯姆街拐角處），在原本位置以北兩個街區。2010年，安伯特的蛤蜊屋搬到了現在的位置，就在原本位置以北的幾個地點。今天，Ristorante Da Gennaro餐廳占據了安伯特的蛤蜊屋的原址。

## 流行文化
在媒體對演員杰瑞·奥巴赫逝世的報道中，回憶起這次黑手黨暗殺及其發生地點，奥巴赫在根據吉米·佈雷斯林的小說改編的電影《The Gang That Couldn't Shoot Straight》（1971年）中扮演了一個以喬·加洛為原型的角色，之後與加洛成為朋友。
卜·戴倫的1976年歌曲〈Joey〉中，安伯特的蛤蜊屋被簡略稱為「紐約的一間蛤蜊酒吧」。
1984年電影《捉鬼敢死隊》中，捉鬼隊在整個曼克頓打擊鬼魂的場景時可以看到安伯特的蛤蜊屋。
《人在江湖》第一季中提及過安伯特的蛤蜊屋。
截至2005年1月，Zagat餐廳調查指南指出：「安伯特的顧客往往是期待《人在江湖》演員到來的遊客。」
安伯特的蛤蜊屋出現在馬田·史高西斯的2019年電影《愛爾蘭人》，戲劇化了喬·加洛在該餐廳裡被殺的事件。
《Grace Under Fire》第四季第10集「Fire Music」中提及過安伯特的蛤蜊屋。

## 外部連結
- Umbertos Clam House, official website （页面存档备份，存于）
- Picture （页面存档备份，存于）

40°43′6.33″N 73°59′51.53″W / 40.7184250°N 73.9976472°W